# كيم ياربروف
كيم ياربروف (بالإنجليزية: Kim Yarbrough)‏ هي مغنية مؤلفة وملحنة ومغنية وممثلة أمريكية، ولدت في 29 أبريل 1961 في ممفيس في الولايات المتحدة.

## وصلات خارجية
- الموقع الرسمي
- كيم ياربروف على موقع IMDb (الإنجليزية)
- كيم ياربروف على موقع ميوزك برينز (الإنجليزية)
- كيم ياربروف على موقع قاعدة بيانات الفيلم (الإنجليزية)